# Bad Liar (bài hát của Selena Gomez)
"Bad Liar" là một bài hát của nữ ca sĩ người Hoa Kỳ Selena Gomez. Gomez đã làm việc cùng với các nhạc sĩ Julia Michaels, Justin Tranter và nhà sản xuất Ian Kirkpatrick để tạo ra bài hát. "Bad Liar" đã mượn tiếng bassline từ đĩa đơn của Talking Heads năm 1977 "Psycho Killer", viết bởi David Byrne, Chris Frantz và Tina Weymouth, những người cùng được đưa vào phần credit viết bài hát. Bài hát được phát hành dưới dạng một đĩa đơn vào ngày 18 tháng 5 năm 2017. Có hai video âm nhạc được phát hành. Video đầu tiên được phát hành độc quyền trên Spotify. Video thứ hai - cũng là video chính thức được đạo diễn bởi Jesse Peretz, được phát hành ngày 14 tháng 6 năm 2017 trên kênh Vevo của Gomez ở YouTube, trong đó cô đóng 4 nhân vật.
Bài hát và video âm nhạc chính thức nhận được những phản hồi tích cực từ giới phê bình, đề cao nhịp điệu mid-tempo và cấu trúc khác thường trong cách quảng bá của Gomez.  David Byrne, giọng hát chính của ban nhạc Talking Heads, cũng đã lên tiếng khen ngợi bài hát.

## Sáng tác và phát triển
"Bad Liar" được viết bởi Selena Gomez, Julia Michaels, Justin Tranter, và Ian Kirkpatrick; Kirkpatrick cũng là người đứng ra sản xuất bài hát. Ý tưởng ban đầu của bài hát đến từ ban nhạc Hoa Kỳ có tên Talking Heads, thần tượng của cả Gomez và Michaels. Trong một buổi thảo luận với Gomez và Tranter, Michaels đã đề nghị họ nên viết một bài hát trên phần bassline của đĩa đơn năm 1977 "Psycho Killer" của ban nhạc Talking Heads, cụ thể là phần riff của thành viên ban nhạc Talking Heads - Tina Weymouth. Đoạn bassline nhỏ đó đã được mượn làm phần dạo đầu cho "Bad Liar" để giúp tôn phần nhạc ở câu đầu lên. Trong một buổi phỏng vấn với tạp chí Variety, Tranter đã nói bài hát là "một điều ký diệu khi bài hát kết hợp các âm với nhau rất nhanh và nghe rất hay." Nhà điều hành Warner/Chappell Music - Greg Sowder đã mở "Bad Liar" cho giọng hát chính của Talking Heads David Byrne. Ông đã rất thích bài hát và đánh giá cao sự thể hiện của Gomez, và cùng với Weymouth và Chris Frantz đã đồng ý cho Gomez mượn ý tưởng từ bài hát "Psycho Killer".

## Âm nhạc và ý nghĩa lời hát
"Bad Liar", được mô tả như một "bản pop rock được xây dựng chậm rãi", mở đầu mở nhịp phách từ "Psycho Killer" kèm theo chút nhạc. Phần nhịp điệu thoáng mà có kết cấu, kết hợp với những tiếng đập và vỗ tay nhanh. Không giống đĩa đơn trước đó của Gomez - "It Ain't Me" với tiếng vang và cách cắt âm, giọng hát của Gomez trong "Bad Liar" lại mang tính gọn ghẽ nhưng nhấn nhá nhờ cách phối âm giúp kiềm chế giọng hát. Ở bài hát, cô đã thể hiện được sự đa dạng trong giọng hát và nhấn mạnh sự gọn gàng. Với rất nhiều chỗ cô sử dụng từ đậm acrostic và nhấn trọng âm, Gomez đã dùng cách hát-nói để hòa vào nhịp điệu. Bài hát được viết theo kiểu verse-chorus, mặc dù nó có cả phần pre-chorus và post-chorus.
Lời bài hát cho thấy Gomez đang kể lại các sự kiện nhằm trốn tránh việc thừa nhận mình đang có một đối tượng để yêu, nhưng sau đó tự nhận thấy việc đó thực sự khó khăn và tự cho rằng mình là một "bad liar" ("kẻ nói dối xấu xa"). Sau khi được phát hành, "Bad Liar" được cho là một bài hát hậu chia tay, khiến người đồng sáng tác bài hát là Justin Tranter phải giải thích trên Twitter, "Bạn đã đoán sai vài chỗ rồi, thực ra nó ["Bad Liar"] nói về việc cố gắng giấu giếm những cảm xúc kỳ diệu với một người nào đó mới lạ, nhưng lại không thể làm vậy."

## Phát hành và bìa đĩa
Gomez lần đầu tiết lộ về sự phát hành của bài hát trên Twitter vào ngày 3 tháng 5 năm 2017, chia sẻ một liên kết tới website của cô nơi người hâm mộ có thể đăng ký để nhận được mail cho một điều gì đó. Ngày 5 tháng 5 năm 2017, trên website được thiết lập một đồng hồ đếm ngược tới ngày phát hành. "Bad Liar" được cho lưu trước bởi Spotify vào ngày 16 tháng 5 năm 2017. Lời bài hát chính thức được Genius cho ra mắt vào ngày kế tiếp. Cô cũng chia sẻ một đoạn clip ngắn của "Bad Liar" trên Instagram và nhận được 4.4 triệu lượt xem trong ngày đầu tiên. Đĩa đơn được phát hành trên các cửa hàng kỹ thuật số và các dịch vụ nghe nhạc trực tuyến vào nửa đêm giờ Hoa Kỳ EST ngày 18 tháng 5 năm 2017.
Gomez đã làm việc với nhiếp ảnh gia người Canada Petra Collins để chụp bộ ảnh quảng bá cho "Bad Liar". Ngày 11 tháng 5 năm 2017, nữ ca sĩ bắt đầu chia sẻ các series ảnh trên các trang mạng xã hội với tên bài hát và lời bài hát được viết trên tấm gương nhà tắm. Ngày tiếp theo, Gomez đã đăng tải bìa đĩa nhạc cho "Bad Liar" lên Twitter. Trong ảnh, tên bài hát được viết bằng son môi đỏ trên một bên đùi của Gomez trong khi cô nằm trên một chiếc giường bằng đá với bộ đồ ngủ búp bê có in hình hoa và bướm. Maria Ward của tạp chí Vogue đã cho rằng bộ váy của Gomez trong hình là "vẻ ngoài của mùa hè". Một bìa nhạc khác cho bài hát cũng được nữ ca sĩ chia sẻ lên Instagram vào ngày 17 tháng 5 năm 2017, cho thấy cô đang nằm trên một chiếc giường bệnh, và một cái vòng tay màu vàng ghi dòng chữ FALL RISK - chiếc vòng dành cho các bệnh nhân có thể bị nguy hiểm bất cứ khi nào. Theo Collins, bức ảnh được chụp ngay sau khi Gomez rời khỏi bệnh viện chữa lupus.

## Xếp hạng
| Bảng xếp hạng (2017)                            | Vị trí cao nhất |
| ----------------------------------------------- | --------------- |
| Úc (ARIA)                                       | 13              |
| Áo (Ö3 Austria Top 40)                          | 27              |
| Bỉ (Ultratop 50 Flanders)                       | 45              |
| Bỉ (Ultratip Wallonia)                          | 10              |
| Canada (Canadian Hot 100)                       | 11              |
| Canada CHR/Top 40 (Billboard)                   | 25              |
| Cộng hòa Séc (Singles Digitál Top 100)          | 13              |
| Đan Mạch (Tracklisten)                          | 38              |
| Phần Lan (Suomen virallinen lista)              | 20              |
| Pháp (SNEP)                                     | 36              |
| Trường songid là BẮT BUỘC CHO BẢNG XẾP HẠNG ĐỨC | 36              |
| Hungary (Rádiós Top 40)                         | 32              |
| Ireland (IRMA)                                  | 23              |
| Ý (FIMI)                                        | 47              |
| Lebanon (The Official Lebanese Top 20)          | 8               |
| Malaysia (RIM)                                  | 14              |
| Mexico Airplay (Billboard)                      | 15              |
| Hà Lan (Single Top 100)                         | 43              |
| New Zealand (Recorded Music NZ)                 | 17              |
| Na Uy (VG-lista)                                | 28              |
| Scotland (OCC)                                  | 17              |
| Slovakia (Rádio Top 100)                        | 58              |
| Slovakia (Singles Digitál Top 100)              | 8               |
| Tây Ban Nha (PROMUSICAE)                        | 13              |
| Thụy Điển (Sverigetopplistan)                   | 23              |
| Thụy Sĩ (Schweizer Hitparade)                   | 31              |
| Anh Quốc (OCC)                                  | 21              |
| Hoa Kỳ Billboard Hot 100                        | 20              |
| Hoa Kỳ Adult Pop Airplay (Billboard)            | 30              |
| Hoa Kỳ Pop Airplay (Billboard)                  | 13              |
| Hoa Kỳ Rhythmic (Billboard)                     | 33              |

## Chứng nhận
| Quốc gia | Chứng nhận | Số đơn vị/doanh số chứng nhận |
| --- | ---------- | ----------------------------- |
| Úc (ARIA) | Bạch kim   | 70.000‡                       |
| Canada (Music Canada) | Bạch kim   | 0‡                            |
| Ý (FIMI) | Vàng       | 25.000‡                       |
| Anh Quốc (BPI) | Vàng       | 400.000‡                      |
| Hoa Kỳ (RIAA) | Vàng       | 500.000‡                      |
| * Chứng nhận dựa theo doanh số tiêu thụ. ^ Chứng nhận dựa theo doanh số nhập hàng. ‡ Chứng nhận dựa theo doanh số tiêu thụ và phát trực tuyến. |            |                               |

## Lịch sử phát hành
| Khu vực        | Ngày                | Định dạng           | Nhãn       | Nguồn  |
| -------------- | ------------------- | ------------------- | ---------- | ------ |
| Nhiều quốc gia | 18 tháng 5 năm 2017 | Kỹ thuật số         | Interscope | [ 19 ] |
| Hoa Kỳ         | 23 tháng 5 năm 2017 | Radio hit đương đại | Interscope | [ 62 ] |
| Italia         | 23 tháng 6 năm 2017 | Radio hit đương đại | Universal  | [ 63 ] |